# Prémon de Toul
Prémon de Toul († 575 (?)) est le douzième évêque de Toul.

## Biographie
L'évêque Prémon succéda à Alodius vers 550 (?). Nous ne savons quasiment rien de son ministère. Il fut enterré dans le cimetière saint Mansuy. Son successeur a été l'évêque Antimonde.